# Терванселькя
Те́рвансе́лькя (карел. Tervanselgy, фин. Tervanselkä) — деревня в Питкярантском районе Республики Карелия. Входила в упразднённое в 2023 году Импилахтинское сельское поселение.

## Общие сведения
Расположена вблизи автодороги 86К-8 Сортавала — Олонец.

## Население
| 2002 | 2009 | 2010 | 2013 |
| ---- | ---- | ---- | ---- |
| 2    | →2   | ↗8   | →8   |